# قرية العمال العمارنة
قرية العمال بالعمارنة تقع في الصحراء على بعد 1.2 كيلومتر (0.75 ميل) شرق مدينة أختاتون، وقد تم بناؤها في عهد إخناتون فرعون الأسرة الثامنة عشرة. كانت تؤوي العمال الذين شيدوا وزخرفوا مقابر النخبة في المدينة، مما جعلها قابلة للمقارنة بقرية طيبة العمالية في دير المدينة. على الرغم من أن قرية العمال جزء منعزل من تل العمارنة، إلا أنها توفر العديد من القطع الأثرية والمباني المحفوظة جيدًا مما يسمح لعلماء الآثار بجمع الكثير من المعلومات حول كيفية عمل المجتمع.

## تاريخ الحفريات
عُرفت قرية العمال منذ مسوحات فلندرز بيتري، ولكن تم التنقيب عنها لأول مرة في عام 1921 من قبل جمعية استكشاف مصر. في ذلك الوقت كانت تعرف باسم القرية الشرقية. تم إجراء موسمين من التنقيب بواسطة توماس اريك بييت وليونارد وولي؛ حفر الموسم الأول أربعة منازل كاختبار للموقع والموسم الثاني حفر ما يقرب من نصف القرية. كما تم التنقيب عن بعض المقابر الصغيرة التي تحيط بالقرية. استأنفت جمعية استكشاف مصر أعمال التنقيب في عام 1979 بقيادة باري كيمب واختتمت في عام 1986. وركزت هذه الحفريات على المناطق المحيطة مباشرة بالقرية المسورة.